# ドイツ空軍 (ドイツ連邦軍)
ドイツ空軍（ドイツくうぐん、ドイツ語: Deutsch Luftwaffeもしくは単にLuftwaffe）は、ドイツ連邦共和国の空軍である。
組織の位置としては、ドイツ連邦国防省連邦防衛軍における軍事機構分野（Militarische Organisationsbereiche）の軍隊（Streitkrafte）における軍備部門（Teilstreitkraft）にあたる。本稿では第二次世界大戦前のドイツ空軍や旧ドイツ民主共和国（東ドイツ）の国家人民軍航空軍と区別するため、必要に応じて「（ドイツ）連邦空軍」、ドイツ再統一前は「西ドイツ空軍」、その後は「統一ドイツ空軍」の呼称を用いる。

## 歴史
第二次世界大戦でナチス・ドイツが敗北したことによりドイツの軍事力はいったん解体され、連合国による軍政を経て、西側三国（米英仏）占領地域には西ドイツ、ソビエト連邦占領地域には東ドイツが成立した。
前後して東西冷戦が本格化し、西側諸国は1949年に北大西洋条約機構（NATO）を結成。西ドイツも1950年のヒンメロート覚書で再軍備の検討を開始し、1954年にブランク機関が西ドイツ独自の戦術空軍の設立計画を公表した。

### 建軍期
1956年1月9日に西ドイツ空軍最初の志願兵をネルフェニッヒ航空基地の空軍教育中隊に迎えたこの日が西ドイツ空軍の建軍とされる。同年、多数の機関が設立され、米国から供与されたF-84F、RF-84Fなど西ドイツ空軍初の航空機も獲得する。しかし、現代空軍の建設にとり必要なものが不足している事が明らかとなる。第二次世界大戦の終結から10年の経過は空軍の基礎をなす指揮通信機能と後方支援業務の発達、ジェット機および地対空ミサイルの普及と能力向上は大幅に進んでおり、新生空軍の重点的整備方針を核兵器運用に変更した。
西ドイツ空軍指導部は当初、北部と南部に配置されたNATO部隊である2個の戦術空軍を通じて指揮された。イギリス第2戦術空軍とアメリカ空軍の第4戦術空軍（ATAF）はそれぞれアーヘン＝カッセル線を境に、第2は北部域を、第4は南部域を担当して分散配置されていた。総合空軍局、改称後の空軍局は中枢任務に対して責任を負っていた。
1957年に空軍の任務範囲を形成する。これによってレンツブルクに所在したドイツ連邦軍陸軍防空砲兵部隊は空軍のために地対空ミサイル部隊を編成した。最初の航空部隊はエルディング航空基地で第61輸送飛行隊が、最初の戦闘任務部隊はビューヒェル航空基地にて第31戦闘爆撃航空団が編成準備される。1958年に西ドイツ空軍最初の徴集兵が召集され、一年後に空軍ミサイル部隊（カウフボイレンの第11ミサイル群）に配属される。ミサイル部隊は戦術核兵器を搭載可能なマタドール地対地巡航ミサイルを装備し、1958年に初の戦闘機部隊である第71戦闘航空団（アールホーナー・ハイデ飛行場に所在、初代司令はエーリヒ・ハルトマン空軍大佐）で、カナディア F-86戦闘機を配備する。
1960年にロッキード F-104スターファイター戦闘機のパイロットが初めて訓練され、そしてこの機種が購入されドイツ連邦軍におけるスターファイター時代が訪れる。1966年に同機の調達に絡んだスターファイター事件が起き、空軍総監ヴェルナー・パニツキ空軍中将が引責辞任する。スターファイター戦闘機のラストフライトは1991年にインゴルシュタット/マンヒンク航空基地で行われた。

### 最初の再編成
1963年に連邦空軍最初の再編成が実施された。北部と南部から成る空軍グループ司令部の2つが設立され、これの隷下に空軍師団や支援部門が置かれた。特にシュレースヴィヒ＝ホルシュタイン州についてはワルシャワ条約機構軍による侵攻でユトランド半島と切断される脅威から、第7空軍師団が編成された。この第7空軍師団については隷下部隊の配備状況から、空軍グループ司令部と並列する実質的に連邦空軍内の独立した空軍と化していた。
1956年以来、西ドイツ空軍の多数の人員は米国留学で教育訓練を受けていたが、既に民間航空路が発達しつつある西ドイツ領空の空域制限や対地攻撃用の演習場の不足などから、ますます北米大陸（米国とカナダ）での教育訓練の度合を強めていった。1966年8月に米国テキサス州エルパソのフォート・ブリスに在米在加ドイツ空軍訓練コマンドが設立される。その後、在米在加ドイツ空軍コマンド（DtLwKdo USA/CAN）に改称され、地対空ミサイル部隊の要員に対する教育訓練を実施する半恒久的施設として空軍ミサイル学校の新設やパイロットの教育訓練を実施する。既に1960年にイタリア共和国サルジニア島のデチモマンヌ航空基地に在伊ドイツ空軍訓練区域司令部、のちの在伊空軍戦術訓練コマンドが設立され、1964年10月にはポルトガル南部のベージャ航空基地に教育訓練部隊を設置する。デチモマンヌ基地については1979年からNATO加盟国空軍の異機種間航空戦闘訓練に供され発展したが、ベージャ航空基地は1993年に退去する。

### 新空軍編制、次の20年
1967年から1970年まで連邦空軍は再編成で一新する。新空軍編制で連邦空軍の指導部は見直され、新たに空軍指揮司令部を設けてこれを戦闘部隊の総軍結節とし、南部および北部空軍グループ司令部は解散され、4個空軍師団および防空師団に再編成される。空軍局の隷下には航空輸送を担当する航空輸送集団、電子情報収集や通信業務およびレーダー・指揮業務を担当する空軍業務集団、一般空軍学校および空軍教育任務を担当する空軍教育集団を従える。また、空軍局補給・部隊技術監部を母体に空軍支援集団が新編され、南部と北部の2つに分かれた空軍支援グループ司令部および空軍資材局は、連邦空軍全体の整備業務およびこれらの部隊・機関における教育に責任を負っていた。
1960年代後半から1980年代にかけて様々の兵器が導入され、現在まで存続する装備体系を形成した。1968年にC-160 トランザール輸送機が納入され、1974年からマクドネル・ダグラス F-4F戦闘機が第71戦闘航空団から配備を開始し、そして1981年にパナビア トーネードIDS攻撃機が配備される。これら2種類の戦闘機はF-104戦闘機の更新として導入された。1978年にはダッソー / ドルニエ アルファジェット軽攻撃機が導入され、1985年から「戦闘機90（Jäger 90）」計画が開始され、10年後にはユーロファイター タイフーンとして結実した。防空兵器については初めはナイキ・ハーキュリーズ地対空ミサイルを導入し、1986年にパトリオット地対空ミサイルが、1987年にローランドミサイルシステムが導入された。

### 二つの空軍の統合
1990年のドイツ再統一により2つの空軍の統合という大規模な問題に直面する。国家人民軍（東ドイツ軍）将兵の編入・統合については、脅威対象の変更と財政状態を背景に人員・装備の縮減と同時に挑む事になる。連邦軍内に編入された国家人民軍将兵の処遇については軍内に異なる系統の業務体系をもって対処した。旧国家人民軍航空軍の編入・統合については、ドイツとNATOは東部連邦州の防空支援体制を統合し、その基盤的施設と武器システムはシュトラウスベルクのエッガースドルフ航空基地で編成された第5航空師団隷下に集約される。1994年にベルリン＝ガトウに師団司令部を移転して第3空軍師団に改称される。1995年に新連邦州各地に所在するドイツ連邦軍はNATOの指揮構造に結合される。
いわゆる空軍第4次編制とも呼ばれるこの組織改編は、西部連邦州に所在する部隊や機関の大幅な改編も意味した。再編成の処置については指揮・管理権限の横断を含み、空軍司令部の下に空軍指揮司令部と空軍指揮支援司令部が置かれ、航空輸送集団と北部および南部空軍集団は空軍師団と同級部隊に分類される。
パーシング準中距離弾道ミサイルについては段階的に破棄され、アルファジェット軽攻撃機については軍縮により1997年まで削減され続け、同機を運用していた3個戦闘爆撃航空団は解隊された。

### 新時代
2001年以降は第5次空軍編制の枠組みで大規模に一新される。この時期は地域化と集中化が推し進められた。空軍司令部は解散され北部および南部空軍集団については解散し、空軍師団は再び大型化し責任範囲が拡大した。空軍師団隷下部隊については最大空域を分担する事になる。任務支援機能の分野では集中化がなされ、連邦空軍の多くの部隊・機関は新設された戦力基盤軍と救護業務軍に移管される。
2004年から連邦空軍は新時代に突入した。第73戦闘航空団ではユーロファイター タイフーン戦闘機の教育飛行を開始し、MiG-29戦闘機とF-4戦闘機の更新を始める。
しかし、連邦空軍は2005年に空軍第5次編制の全ての事業を完結する前に、空軍第6次編制に移行する事になる。特に人員縮小については不十分とみなされた。
2020年代には、実弾訓練の場を海外へ求め、共同訓練も積極的に行われている。2021年6月下旬には、スウェーデンのビッセル試射場でユーロファイターとトーネードによる実弾爆撃訓練を行ったほか、2022年8-10月には、「ラピッド・パシフィック2022」訓練に、ユーロファイター6機、空中給油機3機、輸送機4機を派遣して日本を含む各国と軍事演習などを実施する。戦闘・攻撃力を有した軍用機のアジア太平洋地域派遣は初めてで、中華人民共和国の脅威が高まるなか、ドイツ政府が2020年に公表した『インド太平洋政策指針』で掲げた「ルールに基づく国際秩序」維持に寄与する狙いがある。

## 任務

### 戦力分類
ドイツ連邦空軍は、それぞれ介入戦力、安定化戦力、支援戦力の三つの戦力分類に指定されて運用される。主な目的は能力構成単位ごと、つまり用途に応じた任意の規模で特定の機能を集成して、軍種を横断した統合運用を目指すためである。
連邦空軍はドイツ連邦軍の国外任務の全てに関与している。これは航空輸送部隊に用いられる輸送機やその飛行準備、連邦国防省職員と軍隊の輸送ほか、この能力を活かして友好国の避難民の救助に用いられる為である。このため実質的に対象警備部隊の全任務に派遣されている。

### 防空
ドイツ領空の完全な制空権の確保は連邦空軍の不断の任務として挙げられる。運用司令部機関は隣接諸国および文民統制機関と協力して空域を監視する。不法行為や飛行中の航空機の異常事態について高等指揮機関でその処理方法を決定する。ドイツ領空を北部（管制司令部はヴィットムント）、南部（管制司令部はノイブルク・アン・デア・ドナウ）の二つの空域に区分して24時間体制で要撃機はアラート任務に就いている。また、これらの航空機は緊急の航空支援で運用される事がある。
NATO空域監視の一環として、ドイツの司令部機能と戦闘機部隊およびその将兵は参加している。2005年、2008年および2009年には北大西洋条約機構によるバルト三国の領空警備（エストニア、ラトビア、リトアニアの領空を担当）でリトアニアに配備される。

### 航空輸送
ドイツ連邦空軍は西ドイツが国際連合に加盟する1973年以前から世界各地に輸送機を派遣してきた。1960年以降、連邦空軍の輸送機やヘリコプターを装備する部隊は10年毎の枠組みで人道的支援や災害派遣で世界各地に出動している。以下はその例である。
- 1960年：モロッコの大地震
- 1962年：イラン
- 1965年、1969年：にアルジェリア
- 1969年：チュニジアの洪水
- 1973年：サヘル地帯
- 1984年：エチオピア
- 1988年：アルバニア
- 1990年：ロシア
- 1991年：イラク（大量破壊兵器の査察活動）
- 1992年：第一次国際連合ソマリア活動（UNOSOM 1）
- 1992年～1996年：ボスニア・ヘルツェゴビナ紛争における国際連合保護軍（UNPROFOR）、和平履行部隊（IFOR）、平和安定化部隊（SFOR）
- 1994年：国際連合ルワンダ支援団（UNAMIR）
- 1998年：スーダン
- 1999年：東ティモール国際軍（INTERFET）※オーストラリアと共同
- 2000年：モザンビークの洪水、
- 2003年：コンゴ民主共和国（アルテミス作戦）

ドイツ国内での民間援助にも航空輸送部隊は出動する。ドイツ国内では特に捜索救難ヘリコプターが活躍している。1962年の北部ドイツ洪水、1978年と1979年の北部ドイツでの雪害、1995年、1997年、2002年、2006年の洪水救助などが知られる。固定翼輸送機についても各種活動に出動している。1975年からC-160輸送機は各地に出動している。1976年と1983年にニーダーザクセン州の山火事、連邦国防省による避難活動の支援で1998年のエリトリアやスマトラ島沖地震 (2004年)による津波でも出動している。
2021年8月には、ドイツとフランスの間で航空輸送の協力に関する2国間協定が締結され、9月1日付でフランスのノルマンディーにあるエヴルー＝フォヴィル空軍基地にて、C-130J輸送機を装備した共同輸送飛行隊が設立された。

### 航空偵察
民間援助の一環として行方不明者の捜索活動に第51偵察航空団の一部が出動して捜索活動の支援に当たることがある。第二次世界大戦後、大災害の復旧支援に出動する機会が多々あった。1995年と2006年の洪水災害や、2002年のユーバーリンゲン空中衝突事故などに災害出動している。時には空軍の支援活動は第33回主要国首脳会議における警備支援の様に論争の対象となることもあった。
トーネード偵察機は1995年から2001年までイタリアのヴィチェンツァ空港（ピアチェンツァ）に配備され、アドリア海対岸の旧ユーゴスラビア紛争に対応した。1995年に国際連合保護軍、1995年と1996年に和平履行部隊、1996年から1999年までは平和安定化部隊、1999年にアライド・フォース作戦に、1999年から2001年までコソボ治安維持部隊（KFOR）の支援に出動した。2007年3月9日にドイツ連邦議会はアフガニスタンのマザーリシャリーフに国際治安支援部隊（ISAF）任務のためにトーネード偵察機6機の展開を決定した。この任務は2009年12月13日から開始され2010年12月まで延長される。

### 戦闘行動
1991年の湾岸戦争中にNATOの枠組みでエースガード作戦を発動し、連合軍欧州機動軍（AMF）に第43戦闘爆撃航空団のアルファジェット軽攻撃機18機を派出して、NATO南部領域防衛のためにトルコ共和国中南部域のマラティヤ・エルハク空港に配備し、イラク軍の攻撃に備えた。さらにホーク地対空ミサイルを装備する第36防空ミサイル隊とローランド・ミサイルシステムを装備する第42防空ミサイル群をディヤルバクルとエルハクに移動させ領空防衛を強化する。
1994年2月28日にはアメリカ合衆国空軍のF-16戦闘機2機が軍用機飛行禁止空域のボスニア上空でセルビア人勢力のものと見られるソコ G-4 スーパーガレブ軽攻撃機4機を撃墜する事件が発生した。この際に、状況確認を指示した早期警戒管制機にはドイツ連邦空軍所属の兵士が搭乗していたことが明らかとなる。NATO創設以来45年目にして初の武力行使であり、また、ドイツ連邦軍自体にとってもこれは初めての域外における戦闘行動への関与となる。この様な国外派兵と武力行使についてはドイツ国内で激しい論争の対象となる。最終的な解決には1994年7月12日の連邦憲法裁判所の合憲判決まで至った。
連邦憲法裁判所の判決後、早くも1995年6月30日に連邦議会は国連保護軍を支援するため部隊派遣を承認した。これに伴いトーネード攻撃機を装備する第32戦闘爆撃航空団は、1995年のデリバリット・フォース作戦に参加した。1999年にはコソボ紛争でのアライド・フォース作戦に参加する。
ほかにも例外的事例として、いわゆる士官交換によって受け入れ国軍主導での軍事行動に参加した場合もある。例としてトーネード攻撃機の兵装操作士がイギリス空軍の下で2009年10月から2010年1月までにアフガニスタンで活動していた。

## 組織

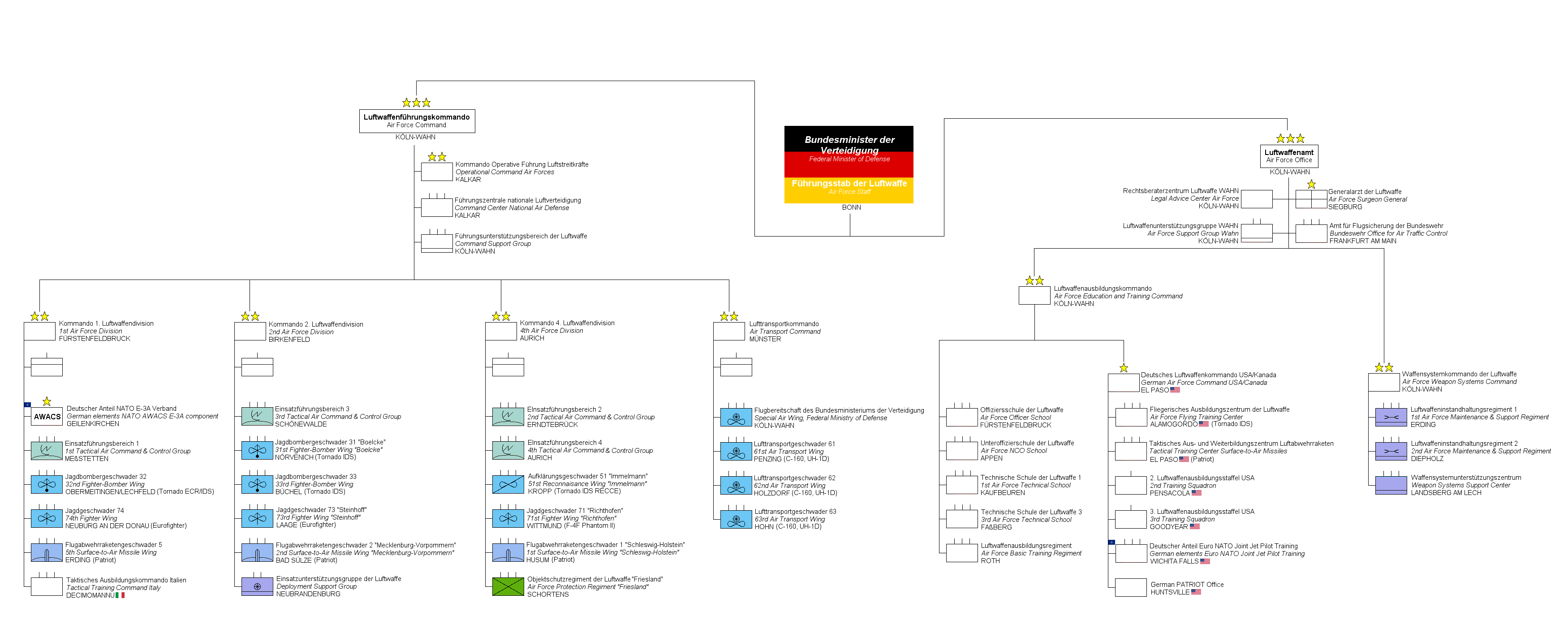
ドイツ連邦空軍の組織図（2008年）

2010年時点で現役兵総員約42,200名、予備役は約15,300名。
- 空軍指揮幕僚監部：在ボン
  - 空軍指揮司令部：在ケルン
    - 第1空軍師団：在フュルステンフェルトブルック
    - 第2空軍師団：在ビルケンフェルト
    - 第4空軍師団：在アウリッヒ

  - 空軍局：在ケルン
    - 空軍訓練集団：在ケルン
    - 空軍兵器システム集団：在ケルン

## 階級
通常は最高位の役職である空軍総監でも中将である（大将は連邦軍総監）
| 士官                        |                                   |      |
| 空軍大将                    | General                           | OF-9 |
| 空軍中将                    | Generalleutnant                   | OF-8 |
| 空軍少将                    | Generalmajor                      | OF-7 |
| 空軍准将                    | Brigadegeneral                    | OF-6 |
| 空軍大佐                    | Oberst                            | OF-5 |
| 空軍中佐                    | Oberstleutnant                    | OF-4 |
| 空軍少佐                    | Major                             | OF-3 |
| 空軍上級大尉                | Stabshauptmann                    | OF-2 |
| 空軍大尉                    | Hauptmann                         | OF-2 |
| 空軍中尉                    | Oberleutnant                      | OF-1 |
| 空軍少尉                    | Leutnant                          | OF-1 |
| 准士官および下士官          |                                   |      |
| 空軍上級准尉                | Oberstabsfeldwebel                | OR-9 |
| 空軍准尉                    | Stabsfeldwebel                    | OR-8 |
| 空軍曹長 （士官候補生）     | Oberfähnrich                      | OR-7 |
| 空軍曹長                    | Hauptfeldwebel                    | OR-7 |
| 空軍一等軍曹                | Oberfeldwebel                     | OR-6 |
| 空軍一等軍曹 （士官候補生） | Fähnrich                          | OR-6 |
| 空軍二等軍曹                | Feldwebel                         | OR-6 |
| 空軍三等軍曹                | Stabsunteroffizier                | OR-5 |
| 空軍三等軍曹 （士官候補生） | Fahnenjunker                      | OR-5 |
| 空軍伍長 （軍曹候補生）     | Unteroffizier (Feldwebelanwärter) | OR-5 |
| 空軍伍長                    | Unteroffizier                     | OR-5 |
| 兵卒                        |                                   |      |
| 空軍先任兵長                | Oberstabsgefreiter                | OR-4 |
| 空軍兵長                    | Stabsgefreiter                    | OR-4 |
| 空軍先任上等兵              | Hauptgefreiter                    | OR-3 |
| 空軍上等兵                  | Obergefreiter                     | OR-3 |
| 空軍一等兵 （士官候補生）   | Gefreiter (Offizieranwärter)      | OR-2 |
| 空軍一等兵 （軍曹候補生）   | Gefreiter (Feldwebelanwärter)     | OR-2 |
| 空軍一等兵 （伍長候補生）   | Gefreiter (Unteroffizieranwärter) | OR-2 |
| 空軍一等兵                  | Gefreiter                         | OR-2 |
| 空軍二等兵                  | Soldat                            | OR-1 |

補足
- 二等兵（Soldat）には次のような種類がある。
  - Flieger (Flg, S、航空兵)
  - Kanonier (Kan, S、高射砲兵）

## 職域
ドイツ連邦空軍には陸軍の兵科と類似した職域を持つ。
- 地対空ミサイル部門
- 航空部門
- 施設警備部門
- 技術部門
- 補給部門
- 指揮統制部門

## 基地
- ケルン・ボン空港（軍民共用、ノルトライン＝ヴェストファーレン州ケルン・ボン）
- ロストック＝ラーゲ空港（軍民共用、メクレンブルク＝フォアポンメルン州ラーゲ）
- ノイブランデンブルク空港（軍民共用、メクレンブルク＝フォアポンメルン州ノイブランデンブルク）
- ネルフェニッヒ航空基地（ノルトライン＝ヴェストファーレン州ネルフェニッヒ）
- シュレースヴィヒ航空基地（シュレースヴィヒ＝ホルシュタイン州シュレースヴィヒ）
- ホーン航空基地（シュレースヴィヒ＝ホルシュタイン州レンツブルク）
- ヴィットムントハーフェン航空基地（ニーダーザクセン州ヴィットムント）
- ヴンストルフ航空基地（ニーダーザクセン州ヴンストルフ）
- イェファー航空基地（ニーダーザクセン州ショルテンス）
- ディープホルツ航空基地（ニーダーザクセン州ディープホルツ）
- ランツベルク・アム・レヒ航空基地（バイエルン州ペンツィング）
- エルディング航空基地（バイエルン州エルディング）
- ノイブルク・アン・デア・ドナウ航空基地（バイエルン州ノイブルク・アン・デア・ドナウ）
- ビューヒェル航空基地（ラインラント＝プファルツ州ビューヒェル）
- ホルツドルフ航空基地（ザクセン＝アンハルト州イェッセン）

## 装備
「ドイツ空軍の装備品一覧」を参照